# William Tubman
William Vacanarat Shadrach Tubman (Harper, Liberia, 29 de noviembre de 1895 - Londres, Reino Unido, 23 de julio de 1971) fue el 19º Presidente de Liberia, entre 1944 y 1971, año de su muerte.
Se le considera el “padre de la Liberia moderna”, ya que su presidencia se caracterizó por la modernización y afluencia de inversión extranjera en su país, siendo responsable de numerosas reformas sociales y políticas, como el reconocimiento del derecho de sufragio y de propiedad para las mujeres mayores de 21 años, permitir a las tribus nativas la participación en tareas de gobierno, hasta entonces solo restringida a la élite américo-liberiana, y procurar el establecimiento de un sistema universal de enseñanza pública. Tubman fue un firme aliado de los Estados Unidos y un jefe de Estado prominente dentro del concierto político africano y recibió diversas condecoraciones y reconocimientos de países occidentales.
Durante su mandato, Liberia vivió un período de prosperidad y de notable crecimiento económico. Además, llevó a cabo una política de unificación nacional con el fin de reducir las desigualdades sociales y las diferencias políticas entre los hegemónicos y elitistas américo-liberianos, a los que pertenecía, y los africanos nativos del país. Sin embargo, ha sido acusado por sus críticos de un fuerte autoritarismo y de tolerar una amplia corrupción que acabaría por arrastrar tiempo después al país a la crisis y la guerra.

## Biografía
William Tubman nació el 29 de noviembre de 1895 en Harper. El padre de Tubman, Alexander Tubman, era cantero, general del ejército liberiano y expresidente de la Cámara de Representantes de Liberia, además de predicador metodista. Un estricto disciplinario, requería que sus cinco hijos asistieran a los servicios diarios de oración familiar y que durmieran en el suelo porque pensaba que las camas eran demasiado blandas y "degradantes para el desarrollo del carácter". La madre de Tubman, Elizabeth Rebecca (de soltera Barnes) Tubman, era de Atlanta, Georgia. Los padres de Alexander, Sylvia y William Shadrach Tubman, eran libertos, parte de un grupo de 69 esclavos liberados cuyo transporte a Liberia en 1844 fue pagado por su ex amante Emily Harvie Thomas Tubman, viuda y filántropa en Augusta, Georgia.
Emily Tubman jugó un papel decisivo en la manumisión de afroamericanos esclavizados y en el pago de su transporte a Liberia para su "repatriación". Inicialmente, tuvo grandes dificultades para liberar a sus esclavos en Georgia antes de la guerra. A pesar de las apelaciones a la Legislatura del Estado de Georgia y las donaciones financieras a la Universidad de Georgia, sus esfuerzos por manumitir a numerosos esclavos fueron desaprobados. Desde la rebelión de esclavos de Nat Turner en 1831, la legislatura estatal había restringido en gran medida las manumisiones, requiriendo un acto legislativo para cada una y el envío de bonos costosos por parte del propietario para garantizar que los negros libres salieran del estado en un corto período de tiempo.
Tubman buscó la ayuda de su amigo y mentor, Henry Clay de Kentucky, presidente de la American Colonization Society. Esta organización, compuesta tanto por abolicionistas como por esclavistas, había propuesto la colonización en África como una solución para los libertos, en lugar de permitirles permanecer en los Estados Unidos. Se consideraba que su presencia inquietaba a los esclavos en el sur, y tanto en el norte como en el sur, los blancos de clase baja se molestaban por competir con ellos por puestos de trabajo. Clay le aseguró que enviar a sus antiguos esclavos a Liberia sería una opción segura y adecuada. Después de llegar a Liberia, este grupo de libertos tomó "Tubman" como su apellido y se establecieron juntos. Llamaron a su comunidad Tubman Hill en honor a su benefactora.